# Goalball
Goalball er et boldspil, der er specielt designet for blinde udøvere. Spillet blev opfundet af østrigeren Hanz Lorenzen og tyskeren Sepp Reindle i 1946 som en del af genoptræningen for blinde krigsveteraner.
Der er tre deltagere på hvert hold, som skal forsøge at kaste bolden i modstandernes mål. Bolden har klokker i midten og otte huller i overfladen, så det er nemmere at lytte sig frem til dens position. Deltagere har bind for øjnene, hvilket gør det muligt for udøvere der stadig har en del af deres synsevne at deltage på lige vilkår med folk der ikke har.
Banen er 18 meter lang og 9 meter bred. For at spillerne kan orientere sig på banen, er linjerne taktile (følbare). Bolden vejer 1,25 kg og har samme størrelse som en basketball (omkreds 76 cm). Der spilles 2 halvlege á 12 minutter effektiv spilletid. Hvert hold må have 6 deltagere, hvoraf de tre er på banen.
Goalball var en demonstrations-sportsgren ved Handicap-OL 1976 (Eller Paralympiske Lege som det siden 1984 er benævnt) i Toronto, og siden Handicap-OL 1980 i Arnhem har sporten været fast på handicap-OL-programmet.
I Danmark organiseres sporten af Dansk Handicap Idræts-Forbund. Både det danske kvinde- og herrelandshold har siden 1976 været at finde i verdenstoppen. Således vandt herrelandsholdet guld ved de Paralympiske Lege i hhv. Sydney (2000) og Athen (2004). Begge landshold deltog i de Paralympiske Lege i Beijing i 2008, hvor kvindelandsholdet fik bronze.
Ved Europamesterskaberne i Goalball som blev spillet i Assens på Fyn i oktober 2011, har det danske damelandshold ikke alene vundet guld, men også kvalificeret sig til PL2012.